# ロミタピド
ロミタピド（Lomitapide）は、家族性高コレステロール血症の治療薬として用いられる脂質降下薬である。単独投与およびアトルバスタチン、エゼチミブ、フェノフィブラートとの併用での臨床試験が実施されている。
ホモ接合型家族性高コレステロール血症（HoFH）患者におけるLDLコレステロール、総コレステロール、アポリポ蛋白B、非高密度リポ蛋白（non-HDL）コレステロールの低下を目的とした希少疾病用医薬品として、2012年12月21日に米国食品医薬品局（FDA）から承認を受けた。
欧州医薬品委員会（CHMP）は2013年5月31日、全会一致で承認勧告を採択した。欧州委員会は2013年7月31日、成人のHoFH患者における低脂肪食および他の脂質降下薬の補助薬（LDL吸着療法の併用、非併用双方を含む）として承認した。
2016年9月28日には日本でもHoFH治療薬として承認された。

## 効能・効果
ホモ接合体家族性高コレステロール血症

## 警告
本剤投与により、肝機能障害が発現する。

## 禁忌
下記の患者には禁忌である。
- 妊婦または妊娠している可能性のある婦人
- 中等度から重度の肝機能障害のある患者および血清中トランスアミナーゼ高値が持続している患者
- 中程度または強いCYP3A阻害作用を有する薬剤を投与中の患者
- 製剤成分に対し過敏症の既往歴のある患者

## 副作用
重大な副作用として、肝炎、肝機能障害（32％）、胃腸障害（90％）が知られている。
第III相臨床試験において、アミノ基転移酵素値の上昇と脂肪肝が見られた。

## 作用機序
肝臓での超低比重リポタンパク質（VLDL）の会合と分泌に不可欠なミクロソームトリグリセリド輸送タンパク質（MTP、MTTP）を阻害する。

## 参考資料
1. ↑  “Juxtapid- lomitapide mesylate capsule”. DailyMed. 2021年1月27日閲覧。
2. 1 2  “Lojuxta EPAR”. European Medicines Agency (EMA). 2021年1月27日閲覧。
3. 1 2  H. Spreitzer (12 March 2007). “Neue Wirkstoffe – BMS-201038” (German). Österreichische Apothekerzeitung (6/2007):  268.
4. ↑  “Measures of obesity and outcomes after myocardial infarction”. Circulation 118 (5):  469–71. (July 2008). doi:10.1161/CIRCULATIONAHA.108.792689. PMID 18663098.
5. ↑  “Aegerion Pharmaceuticals, Inc. Announces AEGR-733 Phase II Data Demonstrates Significant Lowering of LDL Cholesterol with Promising Hepatic Safety Profile”. Business Wire (2008年11月9日). 2012年2月29日時点のオリジナルよりアーカイブ。2022年2月2日閲覧。
6. ↑  “FDA approves new orphan drug for rare cholesterol disorder”.   U.S. Food and Drug Administration. 2013年1月28日時点のオリジナルよりアーカイブ。2022年2月2日閲覧。
7. ↑  “ホモ接合体家族性高コレステロール血症治療薬「ジャクスタピッド(R)カプセル」新発売のお知らせ”. www.atpress.ne.jp. 2022年2月2日閲覧。
8. 1 2 3 4  “ジャクスタピッドカプセル5mg／ジャクスタピッドカプセル10mg／ジャクスタピッドカプセル20mg 添付文書”. www.info.pmda.go.jp. 2022年2月2日閲覧。
9. 1 2  “Inhibition of microsomal triglyceride transfer protein in familial hypercholesterolemia”. The New England Journal of Medicine 356 (2):  148–56. (January 2007). doi:10.1056/NEJMoa061189. PMID 17215532.